# وست سی شیپیارد
وست سی شیپیارد (انگلیسی: West Sea Shipyard) شرکت کشتی‌سازی پرتغالی است، که در سال ۲۰۱۴ توسط شرکت مارتیفر تأسیس شد.